# Klaas Aldert Hendrik Hidding

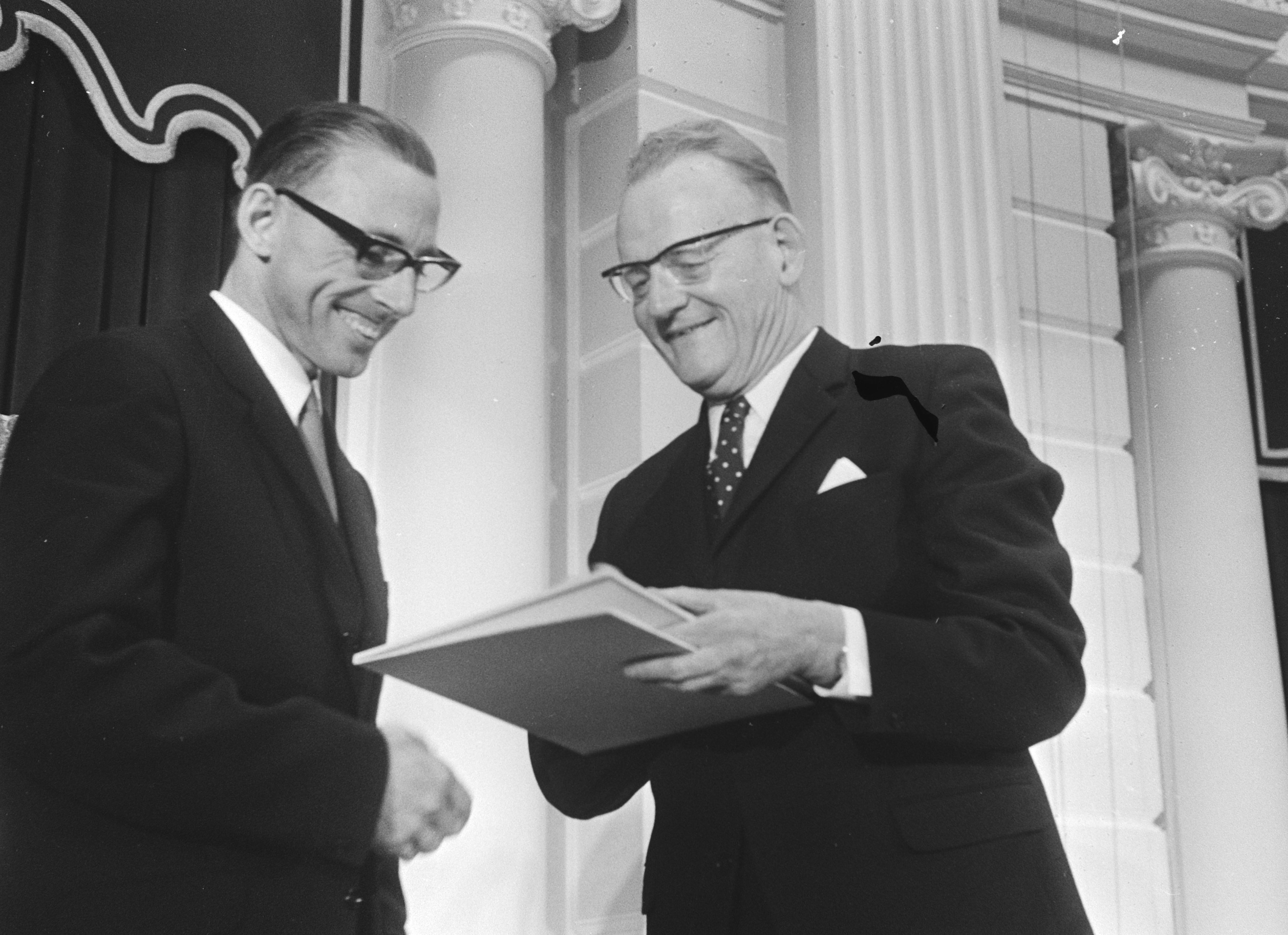
Klaas Hidding (rechts) mit Jan de Vries (Albert-Schweitzer-Preis 1971)

Klaas Aldert Hendrik Hidding (* 23. April 1902 in Rotterdam; † 1. Juli 1986 in Oegstgeest) war ein niederländischer reformierter Theologe und Kirchenhistoriker.

## Leben
Klaas Aldert Hendrik Hidding war Sohn des Steuerbeamten Hendrik Hidding (* 26. Juli 1869 in Oude Pekela; † 24. März 1935 in Groningen) und dessen Frau Anna Foulina Franken (* 18. Mai 1878 in Oude Pekela; † 7. Dezember 1949 in Haarlem). Da sein Vater in seinem Dienst 1909 versetzt wurde, besuchte er die Schule in Zwolle und 1916 das Gymnasium in Groningen. 1921 begann er an der Universität Leiden ein orientalisches Sprach- und Literaturstudium, absolvierte im Dezember 1923 theologisches Examen in Groningen und wurde 1925 Kandidat in Indonesischer Literatur in Leiden. 1928 bestand er sein Doktoralsexamen und promovierte im November 1929 in Leiden Christiaan Snouck Hurgronje (1857–1936) mit der Arbeit Nji Pohatji Sangjang Sri zum Doktor der indonesischen Literatur. 1930 wurde Hidding Beamter des Büros für Literaturverbreitung Balai Pustaka in Jakarta, dessen Direktor er 1936 wurde.
In Indonesien erlebte er auch die Zeit des Zweiten Weltkrieges und wurde 1942 von den Japanern interniert. Seine Aufgabe als Direktor setzte er nach dem Zweiten Weltkrieg fort. Am 24. April 1948 wurde Hidding auf die Professur der Kirchengeschichte und der Religionsphänomenologie an der Universität Leiden berufen, welche Aufgabe er am 1. Juni 1948 antrat und am 1. Oktober desselben Jahres die Einführungsrede De Spiegel der Waarheid (deutsch: Der Spiegel der Wahrheit) hielt. Im Akademiejahr 1966/67 wählte man ihn zum Rektor der Alma Mater, wozu er am 8. Februar 1967 die Rektoratsrede Structurele Godsdienstwetenschap (deutsch: strukturelle Religionswissenschaft) hielt. Am 7. April 1972 wurde er aus seiner Professur emeritiert und hielt am 26. Mai desselben Jahres seine Abschiedsvorlesung mit dem Thema De toekomst van het geloof (deutsch: Die Zukunft des Glaubens).
Seine letzten Lebensjahre verlebte er in dem Leidener Vorort Oegstgeest, wo er schließlich verstarb.

## Familie
Hidding verheiratete sich am 25. Juli 1928 in Den Haag Elisabeth Suzanna Roggeveen (* 30. April 1904 in Leiden; † 29. September 1988) Die Tochter des Dirk Roggeveen (* 6. Juni 1872 in Anna Paulowna; † 4. März 1955 in Amsterdam) und der Elisabeth Susanna Bausch (* 16. September 1878 in Den Haag; † 6. Januar 1944 in Assen). Aus der Ehe stammen Kinder. Von diesen kennt man:
- Anneke Hidding (* 24. April 1930 in Jakarta (Mr. Cornelis)) verh. Bert de la Court
- Sohn NN. Hidding (* 24. Juli 1931 in Jakarta (Batavia))
- Liesbeth Hidding (* 7. Oktober 1932 in Jakarta (Batavia)) verh. Herbert André de la Porte
- Hendrien Hidding (* 14. Juni 1935 in Jakarta (Batavia)) verh. Jan van der Sluijs
- Allaard Hendrik Hidding (* 11. Juni 1941 in Jakarta (Batavia)) verh. Jos Hoekstra
- Marjan Hidding

## Werke (Auswahl)
- Nji Pohatji Sangjang Sri. Leiden 1929
- Gebruiken en godsdienst der Soendaneezen. Jakarta 1935
- Mystiek en ethiek in Schweitzer's geest. Een antropologische studie. Haarlem 1938
- De spiegel der waarheid. Den Haag 1948
- Geestesstructuur en cultuur. Hoofdlijnen ener fenomenologische anthropologie. Den Haag 1948
- Hoe zien wij de mens van filosofisch standpunt beschouwd? Leiden 1951
- Mens en godsdienst. Levende godsdiensten phaenomenologisch belicht. Delft 1954
- Verscheidenheid der godsdiensten, samenhang, verschil, ontwikkeling. Delft 1955
- Tussen orthodoxie en humanisme. Utrecht 1959
- God en goden. Wezen, waarheid en ontwikkeling der godsdiensten. Leiden 1960
- De evolutie van het godsdienstig bewustzijn. Utrecht 1965
- Structurele godsdienstwetenschap. Leiden 1967
- De toekomst van het geloof. Leiden 1972
- Adat Sunda. Bandung 1972
- Godsdienstfenomenologische bijdragen. Voorburg 1982